# مطلع (شعر)
المطلع هو البيت الأول، خاصةً من شعر الغزل أو القصيدة القديمة، وهذا اللفظ يُستخدم في الشعر العربي والفارسي والتركي والأردي، والأذري، والأزبكي. ورغم أن اللفظ والاستخدام أصله عربي، إلا أن سبب انتشاره يعود للشعر الفارسي، وتأثير الفارسية على اللغات الإسلامية الأخرى. إن المطلع بهذا المعنى هو عكس المقطع. ومن الممكن، وإن كان نادرًا للغاية، أن يكون هناك أكثر من مطلع غزلي؛ وفي هذه الحالة يُشار إلى الجزء الثاني باسم حُسن المطلع. وهو جزء مهم لأنه يحدد الشكل العام والمزاج العام للغزل بأكمله.
السمة المميزة للمطلع هي أن كلا البيتين من البيتين يتناغمان، أو كما يُعبّر عنه في المصطلحات الفنية، ينتهيان بقافية ورديف الغزل. في الواقع، الغرض من المطلع هو تعريف القافية والرديف لبقية الغزل.